# Ger (Hautes-Pyrénées)
Ger ist eine französische Gemeinde mit 158 Einwohnern (Stand 1. Januar 2022) im Département Hautes-Pyrénées in der Region Okzitanien (vor 2016: Midi-Pyrénées). Sie gehört zum Arrondissement Argelès-Gazost und zum Kanton Lourdes-2.
Die Einwohner werden Gérois und Géroises genannt.

## Geographie
Ger liegt am Gave de Pau in den Pyrenäen, circa fünf Kilometer südlich von Lourdes und acht Kilometer nordnordöstlich von Argelès-Gazost in der historischen Grafschaft Bigorre.
Umgeben wird Ger von den sechs Nachbargemeinden:
|              | Lugagnan                                    | Saint-Créac    |
| Viger        | Kompassrose, die auf Nachbargemeinden zeigt |                |
| Agos-Vidalos | Geu                                         | Berbérust-Lias |

## Einwohnerentwicklung
Nach Beginn der Aufzeichnungen stieg die Einwohnerzahl in der zweiten Hälfte des 19. Jahrhunderts auf einen Höchststand von rund 225. In der Folgezeit sank die Größe der Gemeinde bei kurzen Erholungsphasen bis zu den 1960er Jahren auf einen Tiefststand von rund 115 Einwohnern, bevor eine Wachstumsphase einsetzte, die insbesondere mit der Jahrtausendwende einen starken Zuwachs, in jüngster Zeit aber eine gewisse Stagnation verzeichnete.
| Jahr      | 1962 | 1968 | 1975 | 1982 | 1990 | 1999 | 2006 | 2011 | 2022 |
| --------- | ---- | ---- | ---- | ---- | ---- | ---- | ---- | ---- | ---- |
| Einwohner | 113  | 117  | 125  | 130  | 118  | 128  | 165  | 177  | 158  |

## Sehenswürdigkeiten

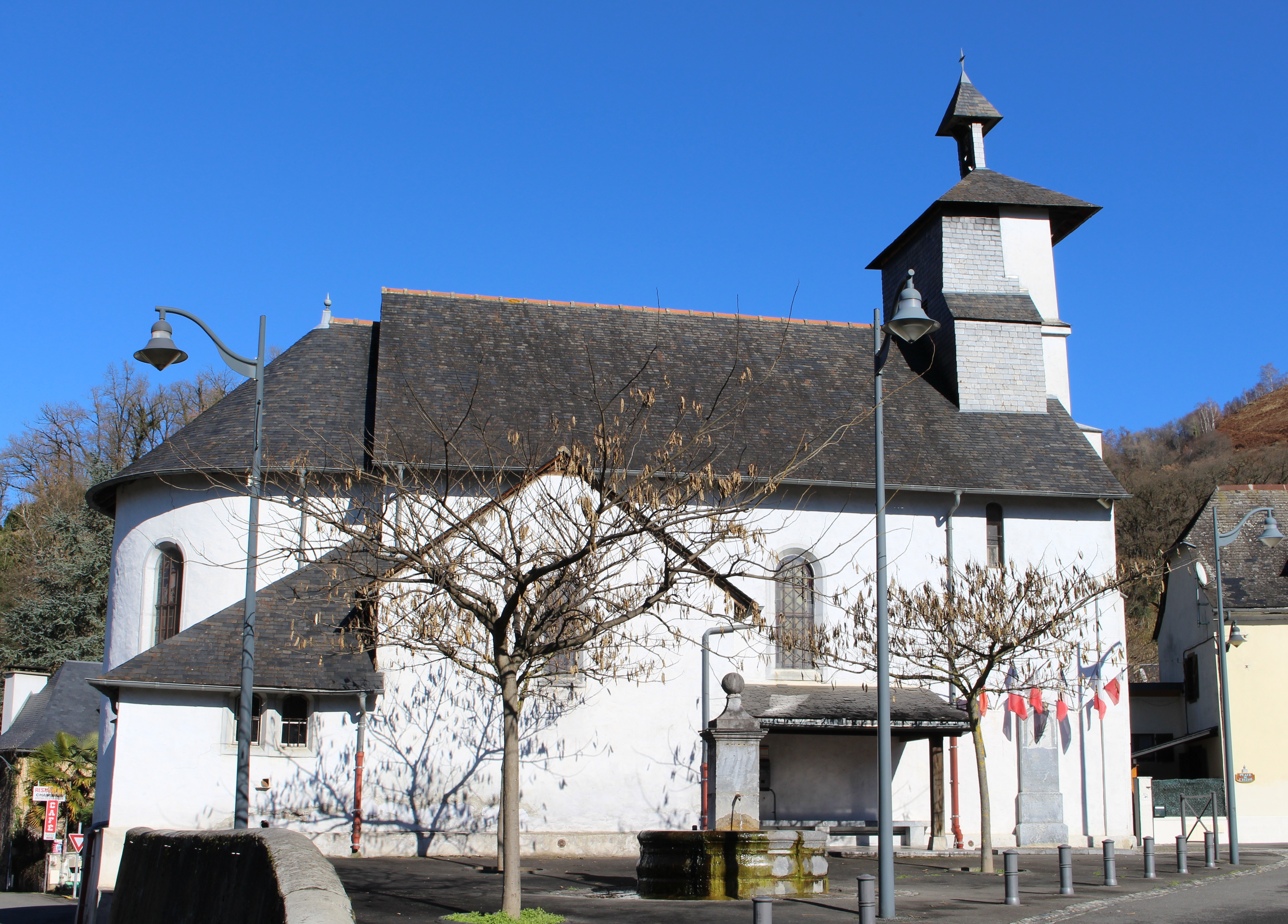
Pfarrkirche Saint-Gilles
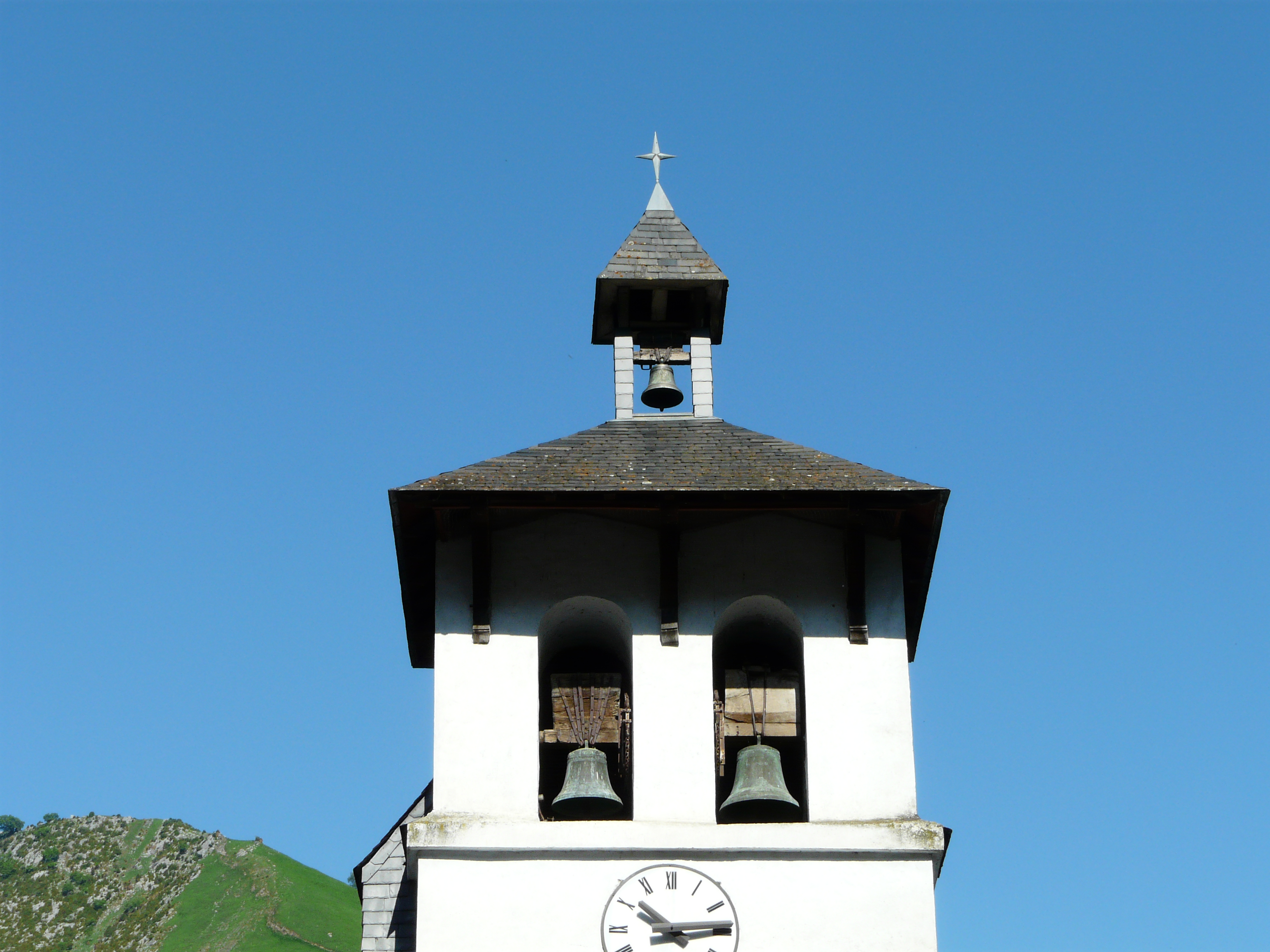
Glockenturm
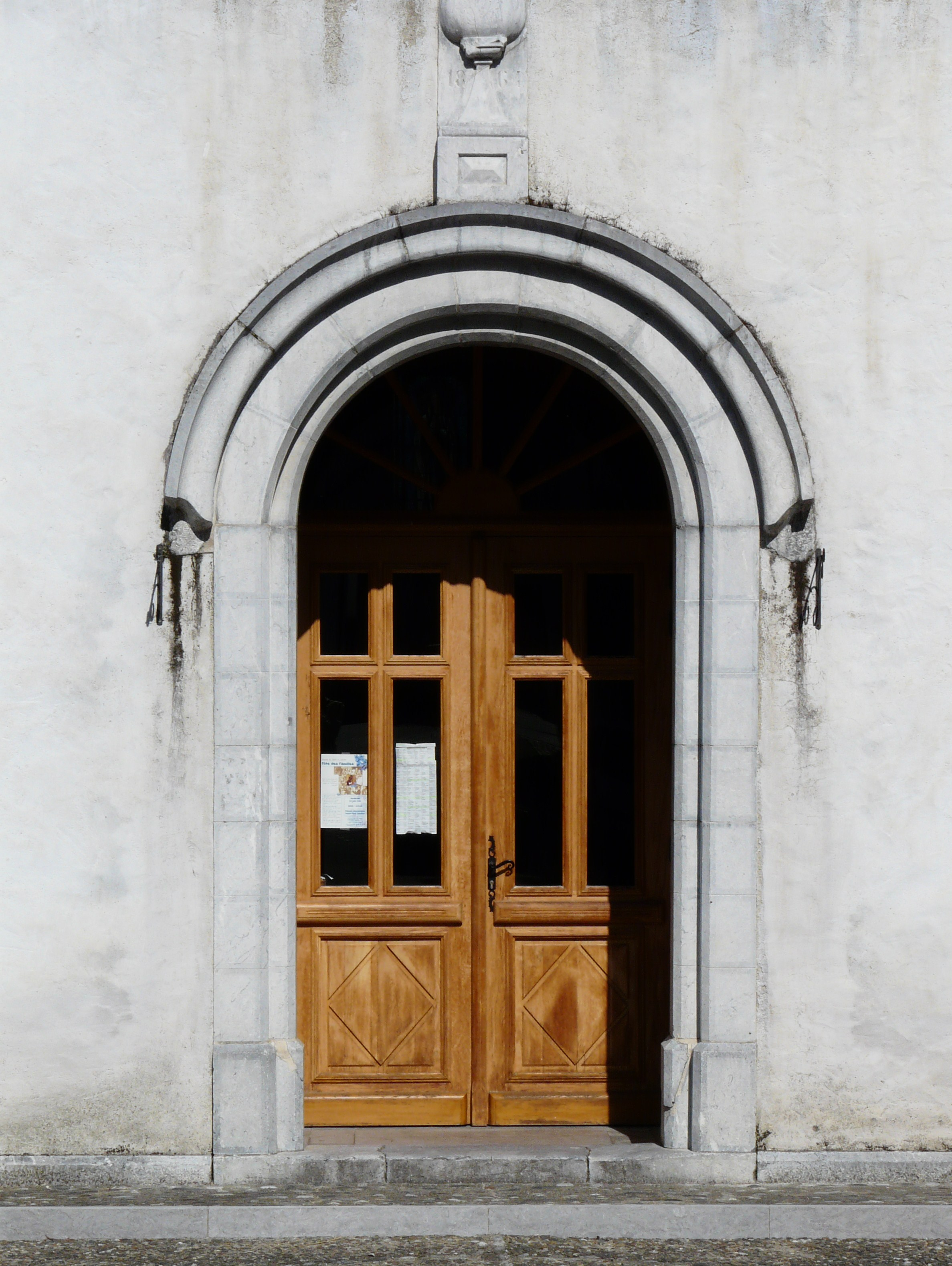
Eingangsportal

- Pfarrkirche Saint-Gilles
- Glockenturm
- Eingangsportal

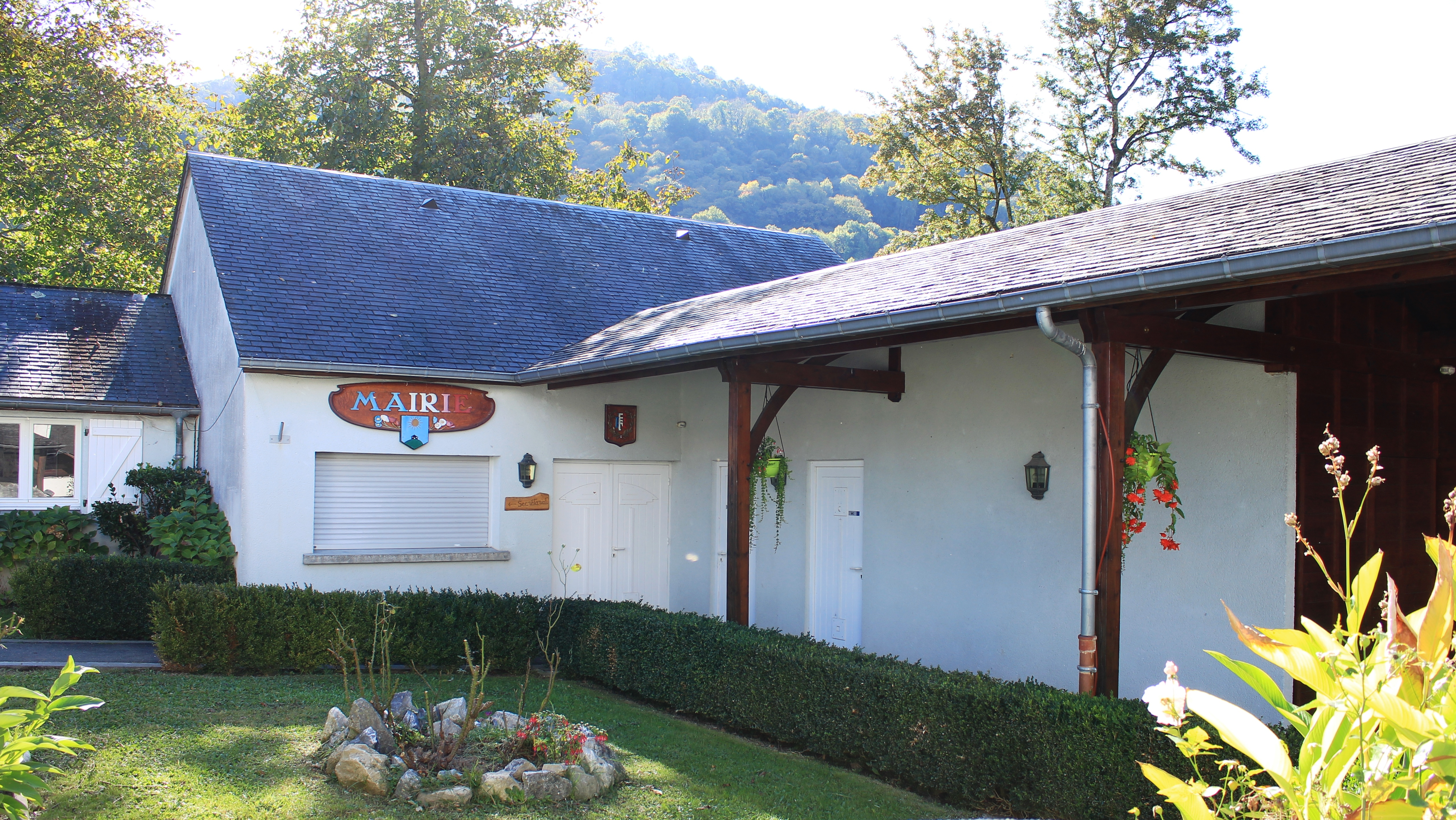
Rathaus (mairie)
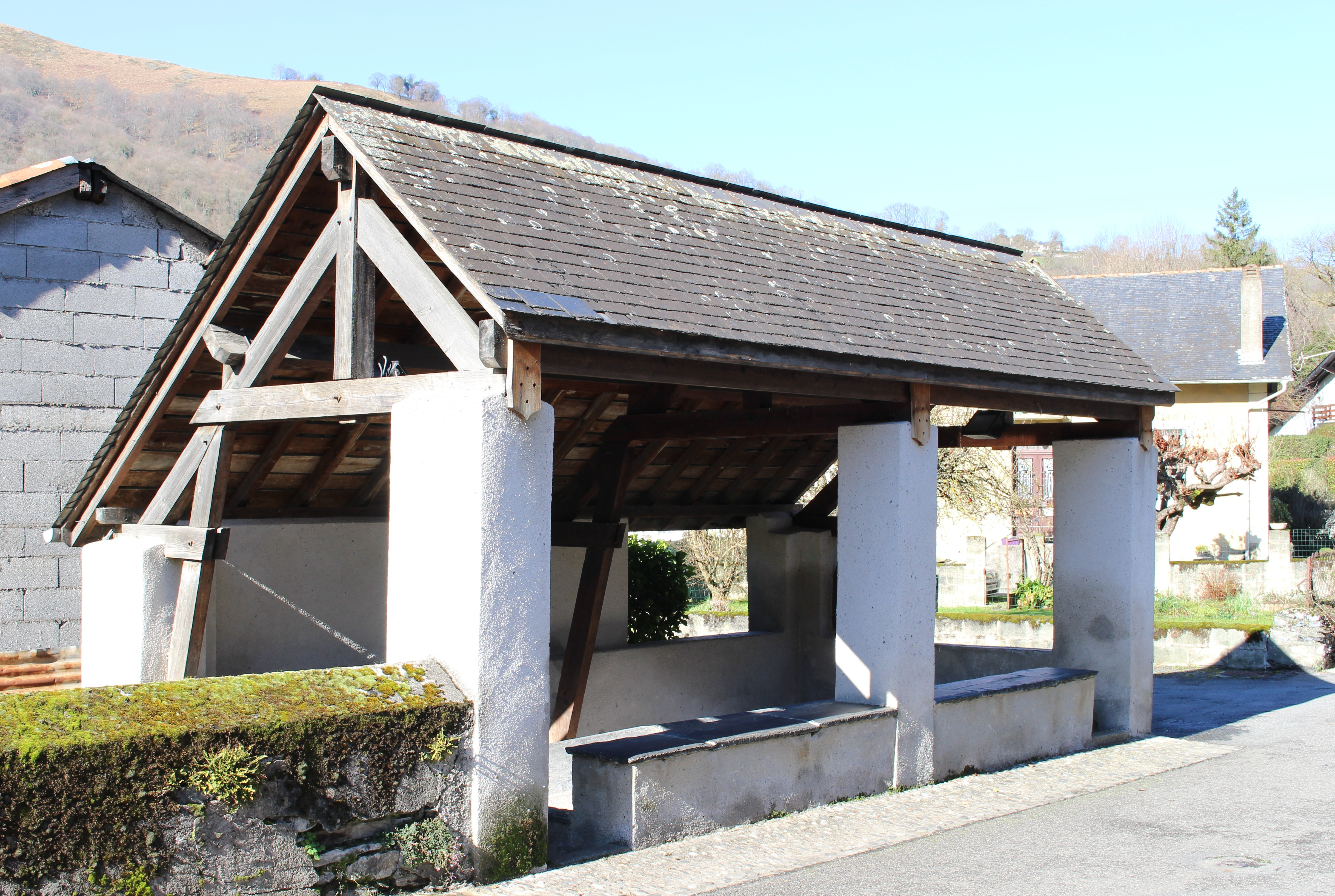
Ehemaliges öffentliches Waschhaus
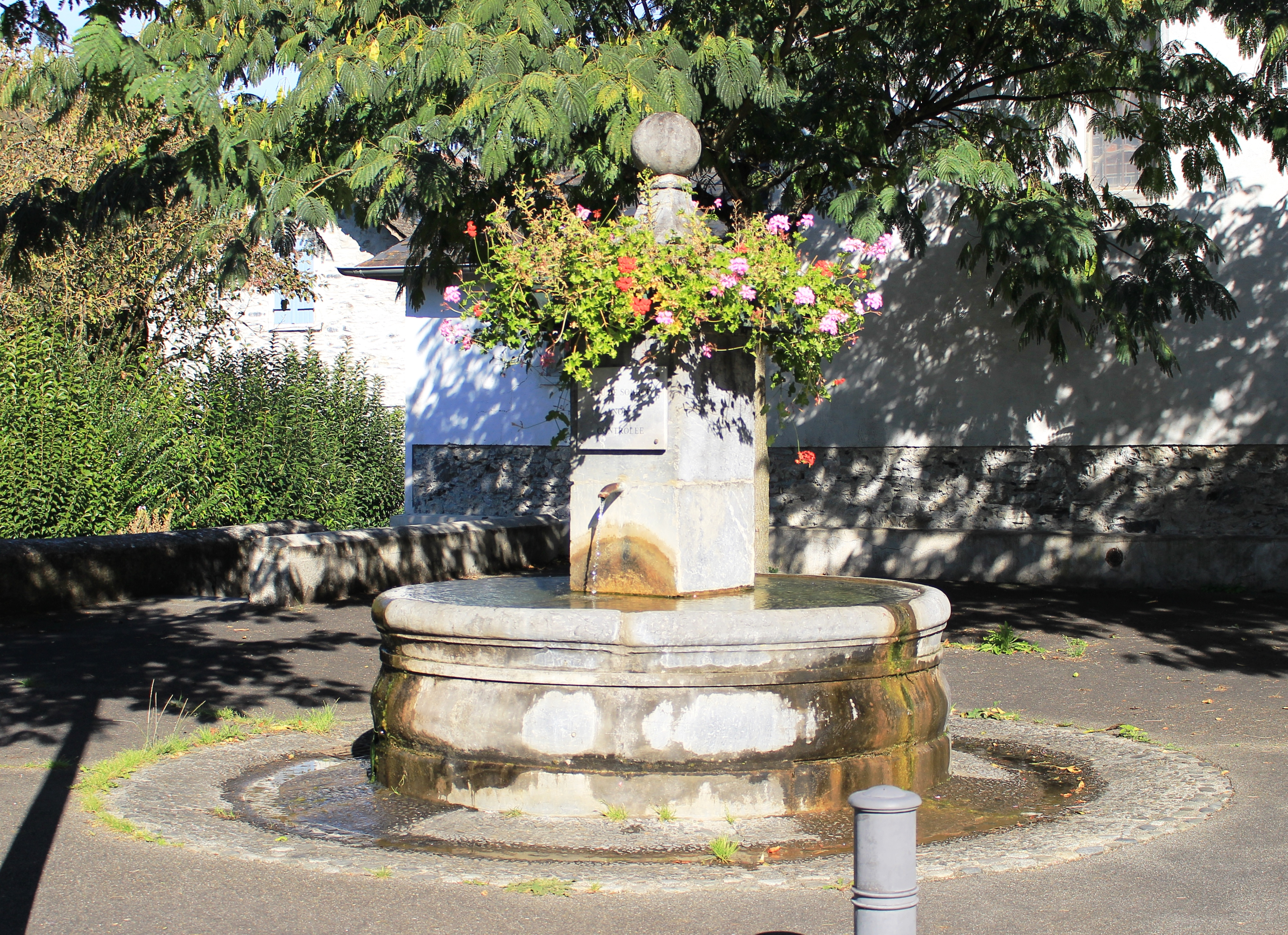
Brunnen
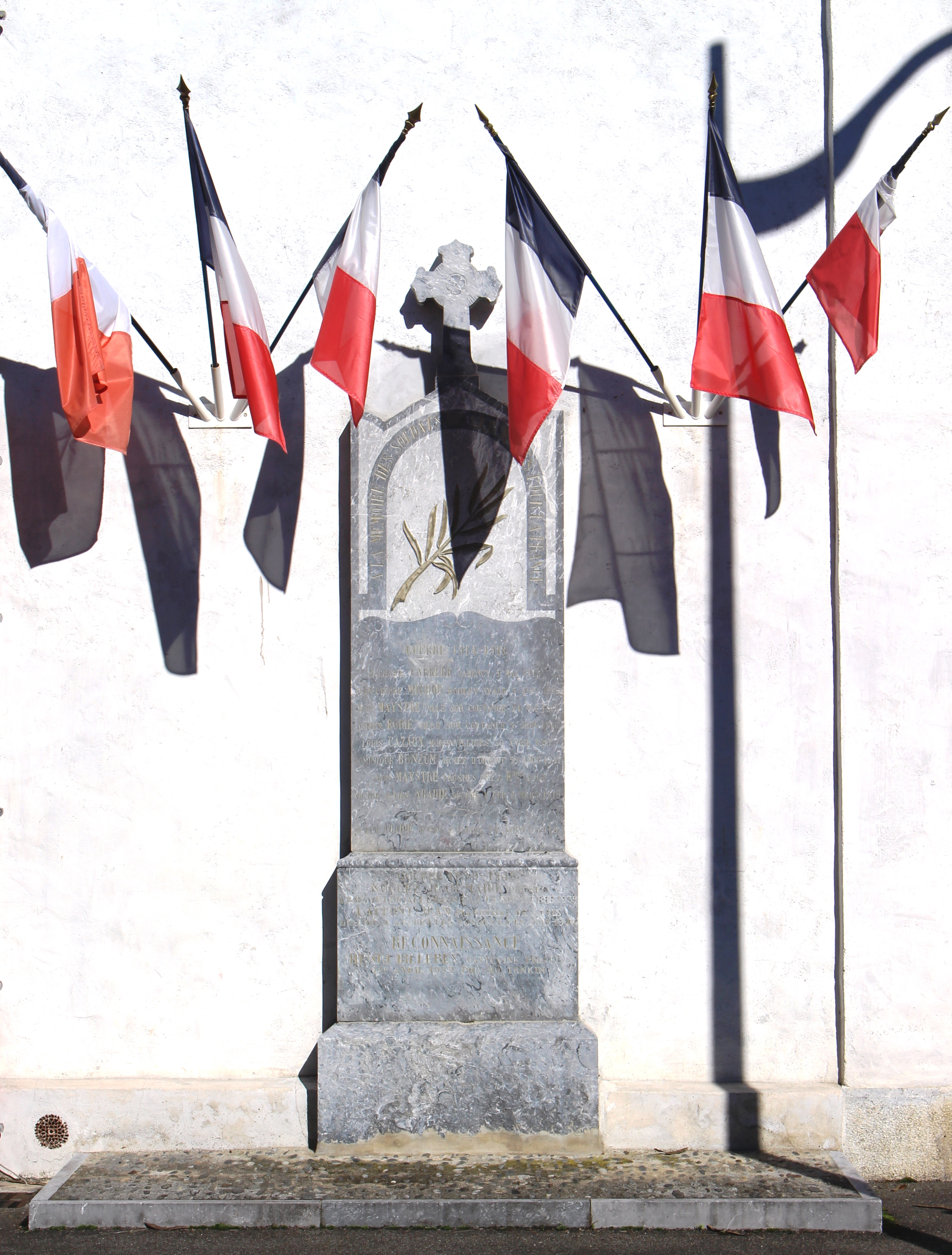
Gefallenendenkmal

## Wirtschaft und Infrastruktur
Ger liegt in den Zonen AOC der Schweinerasse Porc noir de Bigorre und des Schinkens Jambon noir de Bigorre.

### Verkehr
Ger wird von den Routes départementales 13, 713 und der vierspurigen D 821, der ehemaligen Route nationale 21, durchquert.

## Persönlichkeiten
René Sylvain Edouard Billères, geboren am 29. August 1910 in Ger, gestorben am 2. Oktober 2004 in Lourdes, war französischer Politiker. Im Zweiten Weltkrieg wurde er als Offizier gefangen genommen und in deutschen Offizierslagern festgehalten. Er war von 1946 bis 1958 Abgeordneter des Départements in der Nationalversammlung und vom 22. Juni 1956 bis zum 14. Mai 1958 Minister für Bildung, Jugend und Sport. Vom 22. September 1974 bis zum 2. Oktober 1983 gehörte er dem französischen Senat an.